# روابط الجزایر و مراکش
الجزایر در مراکش (مغرب) با سفارت خود در رباط نمایندگی می‌شود. الجزایر همچنین در کازابلانکا و اوجدا کنسولگری دارد. مراکش (مغرب) هم در الجزایر توسط یک سفارت در الجزیره نمایندگی می‌شود. همچنین دارای کنسولگری در الجزیره، اوران و سیدی بلعباس است. روابط بین این دو کشور شمال آفریقا از زمان استقلال آنها با بحران‌های متعددی خدشه دار شده است، به ویژه جنگ شن ۱۹۶۳، جنگ صحرای غربی ۱۹۷۵–۱۹۹۱، بسته شدن مرز الجزایر و مراکش در سال ۱۹۹۴، اختلاف نظر مداوم بر سر وضعیت سیاسی صحرای غربی و امضای توافقنامه عادی سازی روابط مراکش و اسراییل (توافقنامه ابراهیم) در سال ۲۰۲۰.
در ۲۴ اوت ۲۰۲۱، الجزایر روابط خود را با مراکش قطع کرد، زیرا مراکش را به حمایت از جنبش جدایی طلبان برای خودمختاری کابیلیا متهم می‌کرد که گفته می‌شود در تلافی حمایت تاریخی الجزایر از استقلال جمهوری صحرا در صحرای غربی است. در مارس ۲۰۲۳، عبدالمجید تبون، رئیس‌جمهور الجزایر اظهار داشت که روابط دو کشور به دلیل ادامه تحریک مراکش علیه الجزایر به نقطه بی‌بازگشتی رسیده است.

## روابط تاریخی

### پس از استعمار و جنگ شن
پس از استقلال مراکش از فرانسه در سال ۱۹۵۶، پادشاه محمد پنجم اسلحه، پول و دارو را در اختیار نیروهای FLN الجزایر قرار داد که علیه حکومت فرانسه جنگی استقلال طلبانه به راه اندازند. مراکش همچنین به‌عنوان پایگاه عقب‌نشینی برای شورشیان الجزایری عمل کرد تا اردوگاه‌های آموزشی برای نیروهای جدیدتر ایجاد کنند. در این دوره، ملک محمد همچنین از مذاکره با فرانسه بر سر طرح دقیق مرز مراکش با الجزایر در صحرای بزرگ که هنوز قبل از آن در سال ۱۸۴۴ مشخص نشده بود یا با خط وارنیه در سال ۱۹۱۲ مشخص نشده بود، خودداری کرد. این امر در راستای ایجاد طرح پرطرفدار مغرب بزرگ بود که رئیس وقت حزب استقلال مراکش از حامیان آن بود. مرزهای این طرح، کل موریتانی، بخشی از مالی و الجزایر را هم در بر می‌گرفت.
در ۲۳ ژانویه ۱۹۶۱ حسن، دوم پادشاه مراکش گزارش داد که کمیسیون مراکشی-الجزایری در سطح وزیران ساختاری برای مغرب عربی متحد را نهایی کرده است.
پس از استقلال الجزایر، اختلافات مرزی همچنان منجر به درگیری در امتداد مرز الجزایر و مراکش و در نهایت وقوع جنگ شن در سال ۱۹۶۳ شد. مناقشه حول محور مراکش بود که مدعی منطقه اطراف تندوف بود. پس از دو ماه درگیری، الجزایر و مراکش در مورد آتش‌بسی که در ۲۹ و ۳۰ اکتبر ۱۹۶۳ در باماکو، مالی امضا شد، توافق کردند. دو نکته اصلی مستلزم این بود که مرز به وضعیت قبل از جنگ برگردد و منطقه مرزی با تضمین ناظران اتیوپیایی و مالی غیرنظامی بماند. با این حال، مراکش به درخواست خود مبنی بر برگزاری همه‌پرسی در روستاهای حسی بیضا و تندجوب ادامه داد که آیا این روستاها می‌خواهند به مراکش بپیوندند یا در الجزایر باقی بمانند. در روز آتش‌بس رسمی جنگ شن، در ۱ نوامبر، رئیس‌جمهور الجزایر، بن بله، خواستار تخلیه نیروهای مسلح مراکش از حسی بیضا و تندجوب شد. سربازان مراکشی نپذیرفتند که با بمباران فکیک در مراکش توسط الجزایر مواجه شدند. پس از دومین آتش‌بس در ۲۰ فوریه ۱۹۶۴، نیروهای مراکشی از حسی بیضا و تندجوب و نیروهای الجزایری از فکیک عقب‌نشینی کردند.

### معاهده افران
معاهده افران در ژانویه ۱۹۶۹ بین هواری بومدین رئیس‌جمهور الجزایر و دولت ملک حسن امضا شد و یک توافق تاریخی مهم است که روابط بین الجزایر و مراکش را شکل می‌دهد.
معاهده افران به دنبال ایجاد چارچوبی برای همزیستی مسالمت آمیز، همکاری و حل مناقشات بین الجزایر و مراکش بود. بر تعیین مرزها، شفاف‌سازی ادعاهای سرزمینی و ایجاد مکانیسمی برای مدیریت مشترک بر منابع مشترک تمرکز داشت. علاوه بر این، هدف این معاهده ارتقای یکپارچگی اقتصادی، تبادلات فرهنگی، تقویت حس وحدت و ثبات منطقه‌ای بود.
معاهده افران که توسط سران کشورهای مربوطه امضا شد و میانجیگران بین‌المللی نیز شاهد آن بودند، نماد تعهد الجزایر و مراکش برای حل اختلافات خود از طریق راه‌های صلح آمیز و ایجاد پایه‌ای برای روابط متقابل سودمند بود. از زمان امضا، این معاهده نقش مهمی در شکل‌دادن به مذاکرات دیپلماتیک، تقویت گفتگو و تسهیل همکاری در مورد مسائل مختلف منطقه‌ای ایفا کرده است.
در حالی که معاهده افران با چالش‌هایی روبرو بوده و تنش‌های دوره ای همچنان ادامه دارد، اهمیت آن در ارائه چارچوبی برای تعامل دیپلماتیک و حل مناقشه بین الجزایر و مراکش است.

## صحرای غربی
قلمرو مستعمره سابق صحرای غربی باعث یک تضاد عمیق و بی‌اعتمادی عمومی بین الجزایر و مراکش شده است که تمامی جنبه‌های روابط مراکش و الجزایر را تحت تأثیر خود قرار داده است. پس از این که اسپانیا در سال ۱۹۷۵ قصد خود را برای ترک این قلمرو اعلام کرد، روابط بین مراکش و الجزایر که هر دو قبلاً در یک جبهه واحد بودند، از هم پاشید. الجزایر، اگرچه ادعای مالکیت ارضی بر صحرای غربی نداشت، اما به جذب این سرزمین توسط هیچ‌یک از همسایگان خود راضی نشد و از درخواست جبهه پولیساریو برای ایجاد یک کشور مستقل در این سرزمین حمایت کرد. قبل از تخلیه اسپانیا، دولت این کشور با تقسیم قلمرو موافقت کرده و اکثریت زمین‌ها را به مراکش و بخشی را به موریتانی بخشید. این توافقنامه قطعنامه سازمان ملل را نقض کرد که تمام ادعاهای تاریخی موریتانی یا مراکش را برای توجیه مالکیت ارضی ناکافی اعلام کرده بود و انتقاد شدید الجزایر را در پی داشت.
جنبش‌های چریکی در داخل قلمرو صحرای غربی، به ویژه جبهه پولیساریو (Frente Po pular para la Li beración de Sa guia el Hamra y Río de Oro)، که از سال ۱۹۷۳ برای استقلال صحرا می‌جنگیدند، بلافاصله جمهوری دموکراتیک عربی صحرا (SADR) را کشوری مستقل اعلام کردند. الجزایر این کشور خودخوانده جدید را در سال ۱۹۷۶ به رسمیت شناخت و از آن زمان تلاش دیپلماتیک مصمم خود را برای به رسمیت شناساندن بین‌المللی این سرزمین دنبال می‌کند. همچنین غذا، مواد و آموزش چریک‌ها را تأمین کرده است. در سال ۱۹۷۹، پس از سال‌ها جنگ چریکی گسترده و شدید، موریتانی ادعاهای ارضی خود را رها کرد و از صحرا عقب‌نشینی کرد. مراکش به سرعت مدعی قلمروی شد که موریتانی آن را واگذار کرده بود. زمانی که دولت جمهوری دموکراتیک عربی صحرا (صدر) از سوی سازمان وحدت آفریقا (OAU) و بسیاری از کشورهای مستقل دیگر به رسمیت شناخته شد، مراکش تحت فشار بین‌المللی قرار گرفت. در نتیجه، دولت مراکش در نهایت در سال ۱۹۸۱ یک همه‌پرسی ملی برای تعیین حاکمیت سرزمین صحرا پیشنهاد کرد. این همه‌پرسی قرار بود تحت نظارت وحدت آفریقا انجام شود، اما این پیشنهاد به سرعت توسط پادشاه مراکش پس گرفته شد، زیرا وحدت آفریقا نتوانست بر روی روش همه‌پرسی به توافق دست یابد. در سال ۱۹۸۷، دولت مراکش مجدداً موافقت کرد که پولیساریو را به رسمیت بشناسد و ملاقاتی با سران آن برگزار کند. الجزایر یک پیش شرط انفرادی برای احیای روابط دیپلماتیک - به رسمیت شناختن پولیساریو و گفتگو برای راه حل قطعی برای درآمدن از باتلاق صحرای غربی - تعیین کرد. بدون تعهد قاطعانه پادشاه مراکش، الجزایر موافقت کرد و روابط دیپلماتیک خود را با مراکش در سال ۱۹۸۸ از سر گرفت.

## مرز
در سال ۱۹۹۴، مراکش سرویس مخفی الجزایر را متهم کرد که در برنامه‌ریزی برای حمله‌ای به مراکش در سال ۱۹۹۴، که در آن دو اسپانیایی کشته شدند، دست داشته و در نتیجه برای الجزایری‌ها و اتباع الجزایری‌الاصل خود شرایط نیاز به ویزا وضع کرد. واکنش فوری دولت الجزایر بستن مرزها با مراکش بود. مرزها تا مدت‌ها بسته هستند و تخمین زده می‌شود که ۲ درصد از نرخ رشد سالانه هر دو کشور هزینه این سیاست‌هاست. در سال ۱۹۹۹، عبدالعزیز بوتفلیقه، رئیس‌جمهور تازه منتخب الجزایر در مراسم تشییع جنازه ملک حسن دوم شرکت کرد و در الجزایر سه روز عزای عمومی اعلام کرد. در همان سال، بوتفلیقه مراکش را به میزبانی پایگاه‌های گروه‌های شبه‌نظامی اسلامگرای الجزایری متهم کرد، که از آنجا برخی حملات علیه الجزایر را برنامه‌ریزی و هدایت می‌کردند. چند روز بعد دوباره مراکش را به صادرات مواد مخدر به الجزایر متهم کرد. در ژوئیه ۲۰۰۴، ملک محمد ششم شرایط ویزا را برای الجزایری‌هایی که وارد مراکش می‌شدند لغو کرد. در آوریل ۲۰۰۶، رئیس‌جمهور بوتفلیقه متقابلاً این حرکت را انجام داد. احمد اویحیه، نخست‌وزیر الجزایر، در سال ۲۰۱۲ گفت که بازگشایی مرزها اولویت دولت او نیست. سایر بیانیه‌های رسمی حاکی از آن است که این موضوع به زودی حل نخواهد شد.
تا سال ۲۰۱۴، تعداد فزاینده‌ای از جامعه مدنی و روشنفکران از کشورهای متبوع خود خواسته بودند تا گام‌هایی برای صلح مجدد بردارند.

## روابط دهه ۲۰۲۰
در سال ۲۰۲۱، مقامات الجزایر مراکش را متهم کردند که در یک «بمباران وحشیانه» سه راننده کامیون را که مسیر بین نواکشوت، پایتخت موریتانی، و شهر ورقلا الجزایر را طی می‌کردند، کشته است و هشدار دادند که این «بدون مجازات نخواهد ماند». به گفته همین منبع، این رویداد در ۱ نوامبر زمانی رخ داد که قربانیان در حال انجام یک سفر تجاری بین کشورهای منطقه بودند.
در بحبوحه وخامت روابط با مراکش، الجزایر تصمیم گرفت قرارداد خط لوله گاز مغرب-اروپا (GME) را که در نیمه شب ۳۱ اکتبر ۲۰۲۱ منقضی شد، تمدید نکند. از اول نوامبر، صادرات گاز طبیعی الجزایر به اسپانیا و پرتغال عمدتاً از طریق خط لوله مدگاز (با امکان پوشش کوتاه مدت تقاضای بیشتر یا با گسترش مدگاز یا با حمل LNG) حمل می‌شود.
در سپتامبر ۲۰۲۴، الجزایر برای مراکشی‌ها روادید وضع کرد و مراکش را متهم کرد که در «اقدامات مختلفی که ثبات الجزایر را تهدید می‌کند»، از جمله «جاسوسی برای صهیونیست‌ها» و «قاچاق مواد مخدر و انسان» شرکت دارد.

## ماموریت‌های دیپلماتیک و بازدیدهای رسمی

### بازدیدهای سطح بالا
- سفر رئیس‌جمهور عبدالعزیز بوتفلیقه به مراکش (مه 2000)[۲۷]
- سفر رئیس‌جمهور بوتفلیقه به مراکش (سپتامبر 2005)[۲۸]
- سفر ملک محمد ششم به الجزایر (مارس 2005)[۲۹]
- سفر رئیس‌جمهور بوتفلیقه به مراکش (مارس 2006)[۳۰]
- سفر ملک محمد ششم به الجزایر (فوریه 2012)[۲۹]
- سفر رئیس‌جمهور بوتفلیقه به مراکش (دسامبر 2012)[۳۱]